# Régny
 Régny  es una población y comuna francesa, situada en la región de Ródano-Alpes, departamento de Loira, en el distrito de Roanne y cantón de Saint-Symphorien-de-Lay.

## Demografía
| 2394 | 2414 | 2131 | 2041 | 1805 | 1617 |
| Para los censos de 1962 a 1999 la población legal corresponde a la población sin duplicidades (Fuente: INSEE [Consultar]) |      |      |      |      |      |